# Miranda do Douro (město)
Miranda do Douro (v mirandštině Miranda de l Douro) je město v Portugalsku, protéká jím řeka Douro. Leží v samosprávě Miranda do Douro na severovýchodě země (je jejím správním střediskem) při hranicích se Španělskem. Město je rovněž součástí stejnojmenného okrsku (freguesia), kterých je v celé samosprávě celkem 17. Město v dnešní době obývá asi 2 000 obyvatel. Dominantou města a oblíbeným turistickým cílem je pak katedrála ze 16. století.

## Historie

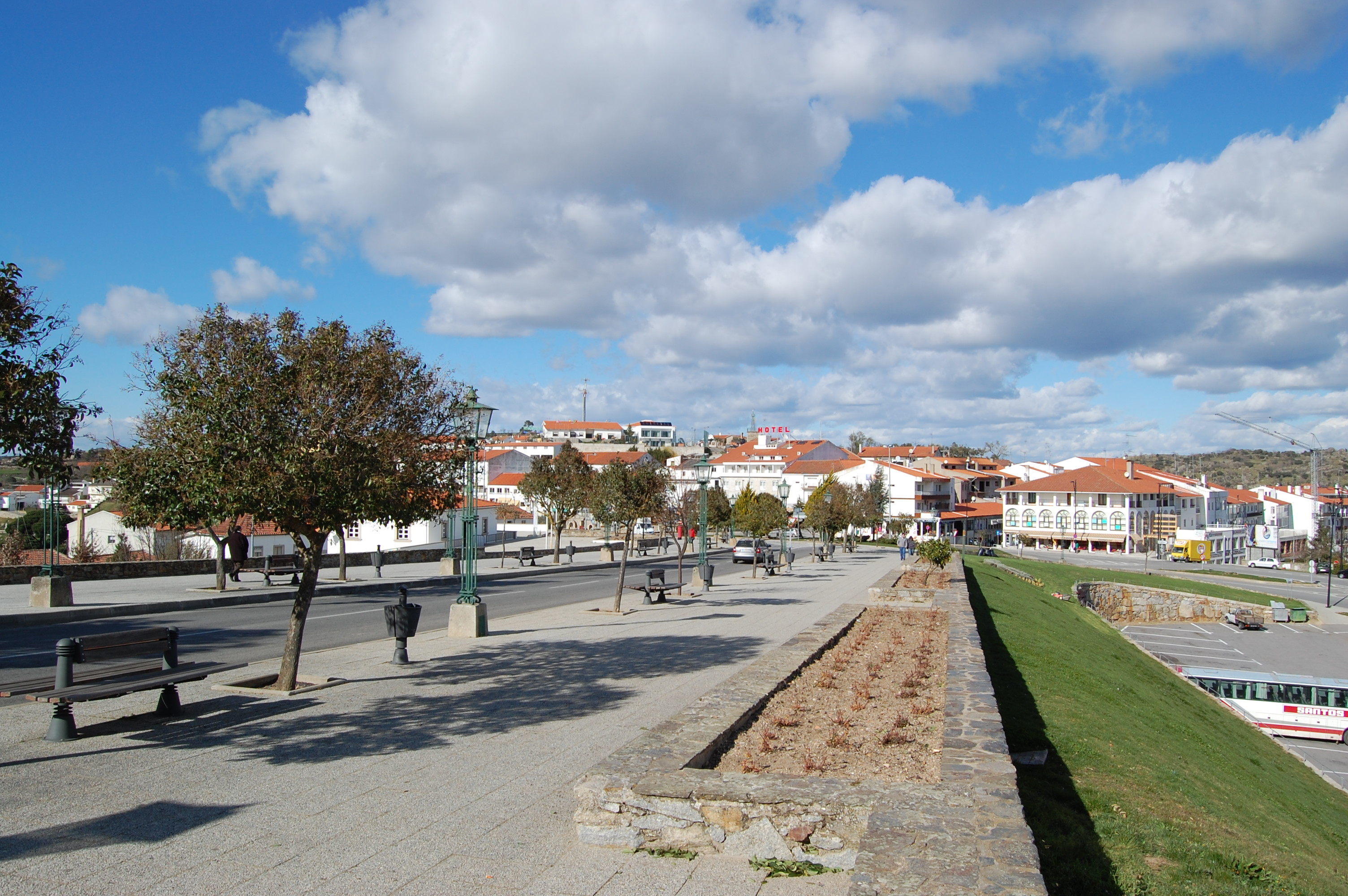
Panoráma města.

Malá usedlost nazývaná Miranda byla povýšena na město a stala se sídlem diecéze v roce 1545.
Město kvůli své hraniční poloze bylo v historii vždy velice problematickým místem. Například v letech 1710 a 1762 se dokonce Miranda dostala pod španělskou správu. Právě kvůli takovým událostem se biskup přestěhoval do města Bragança, které bylo méně vystaveno vnějším ohrožením. S odchodem biskupa pochopitelně následoval postupný pokles významu města jako biskupského sídla. Král José I. sice rozdělil území mezi města Bragança a Miranda, ale zřejmá chudoba Mirandy v pozdější době definitivně přesunula (v roce 1870) sídlo biskupa do Bragançy; nová diecéze dostala název Diocese de Bragança e Miranda. Stará katedrála následovala úpadek oblasti a v posledních několika staletích na ní neproběhly žádné významné práce.

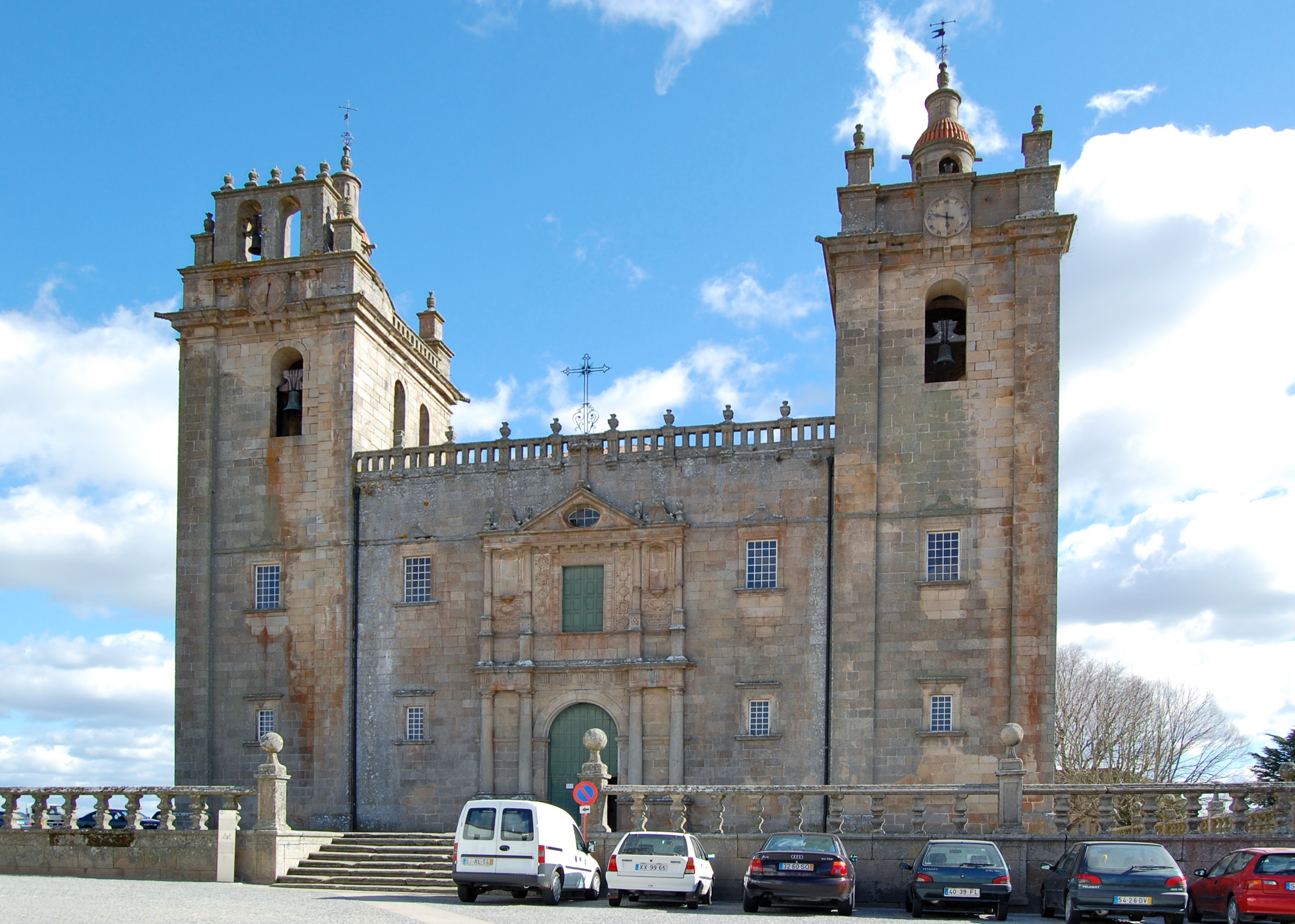
Čelní pohled na středověkou katedrálu.

## Katedrála v Mirandě do Douro
Katedrála byla vyprojektována v roce 1549 a stavba započala roku 1552. Vedli ji Gonçalo de Torralva a Miguel de Arruda. Projekt výstavby katedrály byl součástí typologie katedrál, nařízené králem Joãem III., s harmonickou fasádou, jejíž centrální tělo je lemováno dvěma mohutnými věžemi, a interiérem se třemi gotickými klenutými loděmi, s křížovou klenbou a viditelným žebrovím.
Hlavní oltář zhotovil Gregório Fernández, galicijský mistr z Valladolidu, tvořící v období manýrismu. Dokončen byl roku 1614. Velmi významný je také barokní pozlacený oltář Nosso Senhor da Piedade (Náš Pán soucitný).
V interiéru se dále nacházejí rekonstruované biblické výjevy v duchu renesance vyřezané do dřeva a nádherné varhany z 18. století, notně zdobené pozlacenou řezbou. Nicméně nejznámějším objektem v celé katedrále je dřevěná figurka malého Ježíše Krista Menino Jesus da Cartolinha (Ježíšek s kloboukem Cartolinha). Podle legendy představuje chlapce, který se zjevil během španělského obležení v roce 1711, aby dodal sílu vyčerpaným a vyhladovělým portugalským obráncům. Po vítězství Portugalci vyřezali jeho podobu. Chlapec měl přes hruď zavěšen malý stříbrný meč a na hlavě typický klobouk.

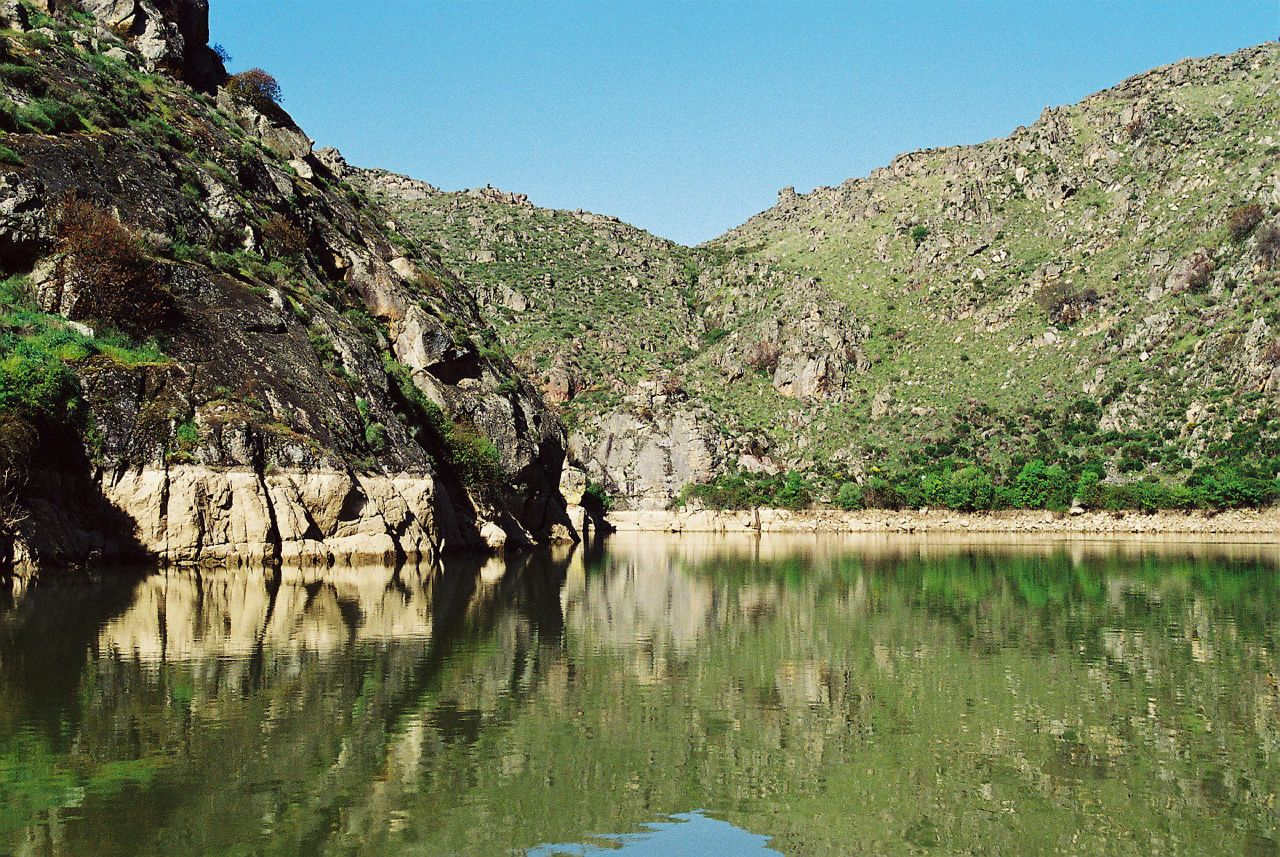
Hraniční řeka Douro protékající kaňonem pod městem.

## Další turistické zajímavosti
Dalším zajímavým turistickým cílem v Mirandě, kromě velkého množství zachovaných starobylých domů, je Museu da Terra de Miranda (Muzeum mirandské země), jehož expozice je umístěna do bývalé radnice ze 16. století a obsahuje tradiční místní oblečení, neobvyklá zemědělská zařízení, rekonstrukci typické farmářské světnice a další zajímavosti.
Město je rovněž známé svými gastronomickými specialitami; např. tlustý šťavnatý telecí biftek „Posta Mirandesa“.